# Trudy Sredni-Aziatskogo Gosudarstvennogo Universiteta imeni V. I. Lenina
Trudy Sredni-Aziatskogo Gosudarstvennogo Universiteta imeni V. I. Lenina (abreviado Trudy Sredne-Aziatsk. Gosud. Univ. Lenina) fue una revista con ilustraciones y descripciones botánicas que fue editada en Taskent. Se publicaron 122 números en los años 1945-1957-?. Fue precedida por Trudy Sredne-Aziatskogo Gosudarstvennogo Universiteta. Serija 8b. Botanika.